# Liste der Baudenkmäler in Karneid
Die Liste der Baudenkmäler in Karneid (italienisch Cornedo) enthält die 21 als Baudenkmäler ausgewiesenen Objekte auf dem Gebiet der Gemeinde Karneid in Südtirol.
Basis ist das im Internet einsehbare offizielle Verzeichnis der Baudenkmäler in Südtirol. Dabei kann es sich beispielsweise um Sakralbauten, Wohnhäuser, Bauernhöfe und Adelsansitze handeln. Die Reihenfolge in dieser Liste orientiert sich an der Bezeichnung, alternativ ist sie auch nach der Adresse oder dem Datum der Unterschutzstellung sortierbar.

## Liste
| Foto |                 | Bezeichnung                                                       | Standort                                                        | Eintragung                   | Beschreibung | Metadaten |
| ---- | --------------- | ----------------------------------------------------------------- | --------------------------------------------------------------- | ---------------------------- | --- | --- |
| ja   | Datei hochladen | Bahnhof Blumau-Tiers ID: 50076                                    | 46° 29′ 46″ N, 11° 26′ 46″ O Fraktion: Blumau                   | 5. Apr. 2004 (BLR-LAB 1083)  | zweigeschoßiger Bau mit Steinverkleidung und hölzernen Giebeln                                                              | KG: Karneid Bauparzelle: 665 |
| ja   | Datei hochladen | Bildstock beim Ebenhof ID: 15248                                  | 46° 29′ 4″ N, 11° 26′ 32″ O Fraktion: Steinegg                  | 18. Dez. 1951 (MD)           | um 1510 errichteter Bildstock                                                                                               | KG: Karneid Grundparzelle: 650 |
| ja   | Datei hochladen | Burgruine Steinegg ID: 15247                                      | 46° 29′ 22″ N, 11° 27′ 12″ O Fraktion: Steinegg                 | 18. Dez. 1951 (MD)           | Burgruine, Sitz der Herren von Steinegg                                                                                     | KG: Karneid Grundparzelle: 222/1 |
| ja   | Datei hochladen | Eggenbachkapelle ID: 50597                                        | 46° 27′ 19″ N, 11° 25′ 46″ O                                    | 21. Juni 2016 (BLR-LAB 684)  | Kapelle aus der ersten Hälfte des 19. Jahrhunderts, spätbarocke Formen                                                      | KG: Karneid Bauparzelle: 755 |
| ja   | Datei hochladen | Ehemalige Zollstation ID: 50515                                   | Karneider Straße 46° 29′ 23″ N, 11° 24′ 4″ O Fraktion: Steinegg | 12. Jan. 2009 (BLR-LAB 6)    | Ruine der spätmittelalterlichen Zollstation auf dem alten Weg nach Fleims, im Kern aus dem 14. und 15. Jahrhundert          | KG: Karneid Grundparzelle: 938/1, 938/2, 939, 945/1                                                                                         |
| ja   | Datei hochladen | Heilig-Grab-Kapelle beim Untersoler ID: 15244                     | 46° 26′ 55″ N, 11° 28′ 54″ O Fraktion: Gummer                   | 21. Jan. 1985 (BLR-LAB 202)  | über der Tür Jahreszahl 1687                                                                                                | KG: Karneid Bauparzelle: 607 |
| ja   | Datei hochladen | Heilig-Kreuz-Kapelle beim Bischof ID: 15237                       | Karneider Straße 46° 29′ 21″ N, 11° 24′ 0″ O                    | 21. Jan. 1985 (BLR-LAB 202)  | historisierender Bau aus dem 19. Jahrhundert                                                                                | KG: Karneid Bauparzelle: 123 |
| BW   | Datei hochladen | Kapelle beim Bauer in Aicha ID: 15249                             | 46° 27′ 52″ N, 11° 25′ 24″ O Fraktion: Steinegg                 | 21. Jan. 1985 (BLR-LAB 202)  | historisierender Bau aus dem 19. Jahrhundert                                                                                | KG: Karneid Grundparzelle: 1378 |
| ja   | Datei hochladen | Kapelle beim Zipperle ID: 15241                                   | 46° 26′ 47″ N, 11° 29′ 35″ O Fraktion: Gummer                   | 21. Jan. 1985 (BLR-LAB 202)  | 1836 erbaut | KG: Karneid Bauparzelle: 215 |
| ja   | Datei hochladen | Kapelle und Bildstock Weißes Bild ID: 15234                       | 46° 28′ 49″ N, 11° 27′ 44″ O Fraktion: Steinegg                 | 21. Jan. 1985 (BLR-LAB 202)  | 1797 erbaut | KG: Karneid Bauparzelle: 33 |
| BW   | Datei hochladen | Kasererbild ID: 15246                                             | 46° 27′ 50″ N, 11° 26′ 56″ O Fraktion: Steinegg                 | 21. Jan. 1985 (BLR-LAB 202)  | 1781 erbaut | KG: Karneid Bauparzelle: 747 |
| ja   | Datei hochladen | Maria-Hilf-Kirche mit Friedhof in Kardaun ID: 15235               | Kuntersweg 46° 29′ 39″ N, 11° 23′ 35″ O Fraktion: Kardaun       | 21. Jan. 1985 (BLR-LAB 202)  | um 1700 erbaut | KG: Karneid Bauparzelle: 99 |
| ja   | Datei hochladen | Ölbergkapelle (Veltunkirchl) ID: 15242                            | 46° 26′ 42″ N, 11° 29′ 3″ O Fraktion: Gummer                    | 17. Feb. 1986 (BLR-LAB 577)  | erbaut 1833 | KG: Karneid Bauparzelle: 223 |
| ja   | Datei hochladen | Pfarrkirche St. Peter und Paul mit Friedhof in Steinegg ID: 15233 | 46° 29′ 9″ N, 11° 27′ 18″ O Fraktion: Steinegg                  | 21. Jan. 1985 (BLR-LAB 202)  | 1322 erwähnt, Langhaus aus der Mitte des 15. Jahrhunderts                                                                   | KG: Karneid Bauparzelle: 1 Grundparzelle: 1                                                                                                 |
| ja   | Datei hochladen | Pfarrkirche St. Valentin mit Friedhof in Gummer ID: 50078         | 46° 26′ 18″ N, 11° 28′ 26″ O Fraktion: Gummer                   | 12. Nov. 1937 (MD)           | im 14. Jahrhundert erwähnt, Umbauten um 1520, im 18., späten 19. und späten 20. Jahrhundert                                 | KG: Karneid Bauparzelle: 246 Grundparzelle: 2490                                                                                            |
| ja   | Datei hochladen | Pfarrkirche St. Veit mit Friedhof in Karneid ID: 15238            | 46° 29′ 24″ N, 11° 24′ 30″ O Fraktion: Karneid                  | 21. Jan. 1985 (BLR-LAB 202)  | 1375 erwähnt, unterer Teil des Turms romanisch, oberer spätgotisch, Langhaus und Chor vom Ende des 15. Jahrhunderts         | KG: Karneid Bauparzelle: 129 Grundparzelle: 1020                                                                                            |
| ja   | Datei hochladen | Pitscheider Kirchl ID: 15243                                      | 46° 27′ 35″ N, 11° 31′ 35″ O                                    | 21. Jan. 1985 (BLR-LAB 202)  | Bau aus dem 17. oder 18. Jahrhundert                                                                                        | KG: Karneid Bauparzelle: 471 |
| ja   | Datei hochladen | Schloss Karneid ID: 15236                                         | Karneider Straße 46° 29′ 23″ N, 11° 23′ 53″ O                   | 14. Dez. 1950 (MD)           | um 1300 im Besitze der Herren von Völs befindlich, Tortürme im 16. Jahrhundert umgebaut, Ende des 19. Jahrhunderts erneuert | KG: Karneid Bauparzelle: 122 Grundparzelle: 925/1, 927/1, 927/2, 927/3, 927/8, 934/5, 936/1, 936/2, 936/8, 937/1, 940, 941, 942, 943, 944/1 |
| ja   | Datei hochladen | Schlosshotel Blumau ID: 15245                                     | 46° 29′ 44″ N, 11° 26′ 48″ O Fraktion: Blumau                   | 21. Jan. 1985 (BLR-LAB 202)  | 1903 in historisierenden Formen errichtet                                                                                   | KG: Karneid Bauparzelle: 732 |
| BW   | Datei hochladen | Vorderstrobl 22 ID: 15239                                         | Vorderstrobl 22 46° 29′ 7″ N, 11° 24′ 8″ O Fraktion: Karneid    | 21. Jan. 1985 (BLR-LAB 202)  | Wohnhaus mit mittelalterlichem Kern                                                                                         | KG: Karneid Bauparzelle: 135/2 |
| BW   | Datei hochladen | Widum Karneid ID: 50525                                           | 46° 29′ 24″ N, 11° 24′ 32″ O Fraktion: Karneid                  | 14. Dez. 2009 (BLR-LAB 2907) | zweigeschossiges Haus mit spätmittelalterlichem Kern, 1747 erneuert                                                         | KG: Karneid Bauparzelle: 128 |

Falls bei einem Baudenkmal keine Koordinaten bekannt sind, werden ersatzweise die Katasterdaten zum Zeitpunkt der Unterschutzstellung angegeben. Diese sind weder offiziell noch zwingend aktuell.
Die vom Landesdenkmalamt übernommenen Adressen können veraltet sein.
| Foto:   | Fotografie des Denkmals. Klicken des Fotos erzeugt eine vergrößerte Ansicht. Daneben finden sich zwei Symbole: |
| ID      | Identifikator beim Südtiroler Landesdenkmalamt                                                                 |
| KG      | Katastralgemeinde                                                                                              |
| MD      | Ministerialdekret                                                                                              |
| BLR-LAB | Beschluss der Landesregierung – Landesausschussbeschluss                                                       |